# Wilhelm Pressel (Theologe)
Wilhelm Gustav Heinrich Otto Pressel (* 22. Januar 1895 in Creglingen; † 24. Mai 1986 in Tübingen) war ein evangelisch-lutherischer Theologe.

## Leben
Pressel studierte Theologie in Tübingen und wurde im Wintersemester 1913/14 Mitglied der Studentenverbindung AV Igel Tübingen. Sein Studium wurde durch seinen Einsatz als Offizier im Ersten Weltkrieg unterbrochen. Nach seiner Ordination 1921 war er bis 1923 Stadtvikar von Stuttgart und anschließend bis 1925 Repetent am Tübinger Stift. Von 1925 bis 1929 war er Stadtpfarrer in Nagold. Von 1929 bis 1933 war er Tübinger Studentenpfarrer und 2. Pfarrer an den akademischen Krankenhäusern. Zum 1. Oktober 1931 trat Pressel der NSDAP bei (Mitgliedsnummer 662.213). Ab 1932 war er Mitglied der Deutschen Christen (DC) und des Nationalsozialistischen Pfarrerbundes. Dank des Einflusses der DC wurde er im Juni 1933 Oberkirchenrat der Evangelischen Landeskirche in Württemberg in Stuttgart. Er brach aber schon 1933 mit den DC und wurde zu einem Vertrauten des Landesbischofs Theophil Wurm. Pressel nahm im Mai 1934 an der Barmer Bekenntnissynode teil, auf der die Barmer Theologische Erklärung verabschiedet wurde. 1935 wurde Pressel aus der NSDAP ausgeschlossen. Im Februar 1936 wurde er Mitglied des Reichsbruderrates, später im Jahr Wurms ständiger Vertreter im Lutherrat.
Nach dem Ende des Zweiten Weltkriegs verstärkten sich die Spannungen zwischen Wurm und Pressel. Pressel kritisierte Wurms Annäherung an den Reichsbruderrat auf der Kirchenkonferenz von Treysa. Pressel übernahm im August 1945 die Leitung des neu gegründeten Hilfswerks der EKD in Württemberg und schied mit Wirkung zum 1. März 1946 aus dem Stuttgarter Oberkirchenrat aus. Von 1950 bis 1960 war er Krankenhauspfarrer in Stuttgart.
Wilhelm Pressel ist nicht zu verwechseln mit seinem Sohn, dem Verfasser der vielzitierten Studie Die Kriegspredigt 1914-1918 in der evangelischen Kirche Deutschlands.

## Veröffentlichungen (Auswahl)
- Heimkehr zu Gott, dem Vater Jesu Christi. Predigt am 6. Mai 1945 in Großheppach über Joh. 16,23-33, Welzheim 1945.
- Die christliche Gemeinde als Brücke zwischen Alt- und Neubürgern, Stuttgart 1950.
- Heilung durch Glauben ohne Arzt und Medizin? Ein Wort zur modernen Glaubensheilung, Stuttgart 1961.
- Willst du gesund werden?, Metzingen 1964.
- Das kirchliche Hilfswerk in Württemberg 1945–1951, als Manuskript gedruckt, Tübingen 1978.

### Als Herausgeber
- Ansprachen für Kranke, Stuttgart 1950.
- Verkündigung durch den Rundfunk, Stuttgart 1955.
- Verkündigung unter alten Menschen, Stuttgart 1958.
- Vom Umgang mit Kranken, Stuttgart 1962.